# 水城区
水城区（すいじょう-く）は中華人民共和国貴州省六盤水市に位置する市轄区。近年、前漢の夜郎国が存在した地であると主張している。

## 行政区画
下部に9街道、11鎮、10民族郷を管轄する。
- 街道
  - 双水街道、尖山街道、老鷹山街道、董地街道、海坪街道、新橋街道、以朶街道、石竜街道、紅橋街道
- 鎮
  - 比徳鎮、化楽鎮、蟠竜鎮、阿戛鎮、勺米鎮、玉舎鎮、都格鎮、発耳鎮、鶏場鎮、陡箐鎮、米籮鎮
- 民族郷
  - 坪寨イ族郷、竜場ミャオ族ペー族イ族郷、営盤ミャオ族イ族ペー族郷、順場ミャオ族イ族プイ族郷、花戛ミャオ族プイ族イ族郷、楊梅イ族ミャオ族回族郷、新街イ族ミャオ族プイ族郷、野鍾ミャオ族イ族プイ族郷、果布戛イ族ミャオ族プイ族郷、猴場ミャオ族プイ族郷

## 交通

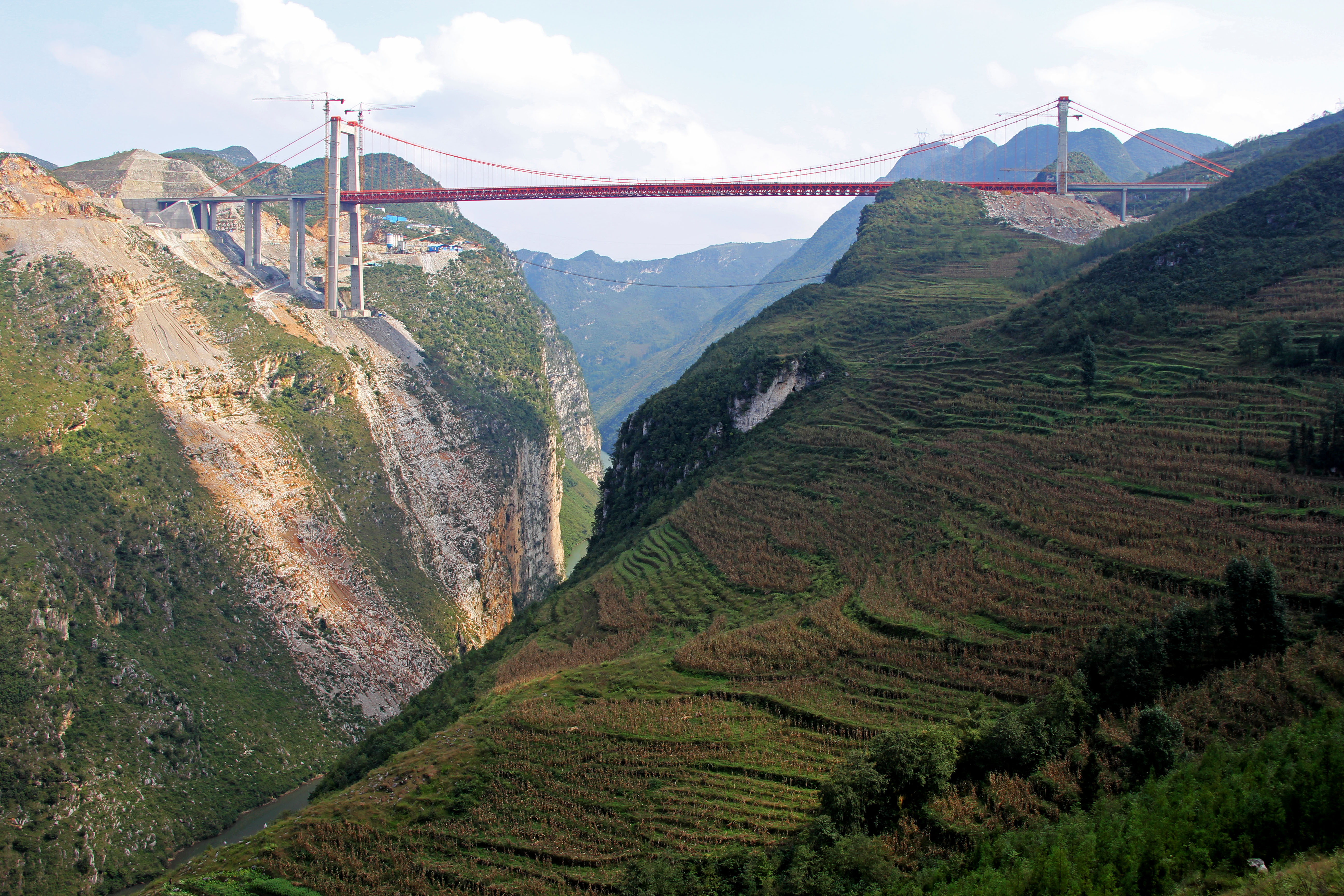
杭瑞高速道路抵母河大橋

### 鉄道
- 中国国家鉄路集団
  - 安六高速線（中国語版）

（六盤水方面）- 六盤水東駅 - 冷壩駅 -（貴陽方面）
  - 滬昆線

（昆明方面）- 馬嘎駅 -（県外通過）- 双水駅 -（県外通過）- 茨沖駅 - 二道岩駅 -（貴陽方面）
  - 水紅線

（六盤水方面）- 玉舎駅 - 白鶏坡駅 - 発耳駅 - 茅草坪駅 - 三家寨駅 - 松河駅 -（紅果方面）

### 道路
- 高速道路
  - 杭瑞高速道路
  - 都香高速道路
  - S77 威板高速道路